# Montbrun (Lozère)
Montbrun era un comune francese di 89 abitanti situato nel dipartimento della Lozère nella regione dell'Occitania. Il 1º gennaio 2017 i comuni di Montbrun, Quézac e Sainte-Enimie si sono uniti per formare il nuovo comune di Gorges du Tarn Causses.

## Società

### Evoluzione demografica
Abitanti censiti